# Елій Марціан
Елій Марціан (лат. Aelius Marcianus, III століття) — давньоримський правник часів володарювання імператорів з династії Северів.

## Життєпис
Про дату народження й смерті Марціана немає відомостей. Ймовірно тривалий час працював в імператорський канцелярії. Свою кар'єру при імператорському дворі розпочав за Луція Септимія Севера, продовжив при наступних імператорах династії. Відомо, що він залишався на службі ще за імператора Олександра Севера.

## Правництво
Головною працею є «Institutiones» у 16 книгах, яка містить безліч рескриптов за 198–211 роки. Втім ця робота була настільки неоднорідною, що сам автор не зміг її видати. Також у доробку Марціана є «Ad formulam hypothecariam», «Ad legem Iuliam et Papiam», «Ad sc. Turpillianum», «De appellationibus» (2 книги), «De delatoribus», «De iudieiis publieis» (2 книги), «Regulae» (5 книг). Низка положень з цих творів увійшли до Corpus iuris civilis Юстиніана I.
Крі того залишив нотатки про Емілія Папініана (Notae ad Papinianum) та про Секста Помпонія (Notae ad Pomponium).